# Lolle Andersson
Henrik Emil Louis (Lolle) Andersson, född 5 oktober 1907 i Engelbrekts församling, Stockholm, död 27 juni 1968 i Maria Magdalena församling, Stockholm, var en svensk målare och tecknare. 
Han var son till hamnkaptenen Henrik Andersson och Blenda Olsdotter och från 1941 gift med Ulla Aspman. Andersson studerade vid Maison Watteau och Académie Colarossi i Paris 1928–1929 samt under studieresor till Jamaica, Guatemala och Honduras. Separat ställde han bland annat ut i Stockholm 1942, Kingston, Jamaica 1947 och Sundsvall 1949 och han medverkade i ett stort antal samlingsutställningar på skilda orter i Sverige. Hans konst består av modeller, interiörer och landskapsmålningar från Stockholm och Jamaica, som illustratör illustrerade han bland annat delar av Ulf Peder Olrogs vissamlingar. 